# Magyar Népköztársaság (1918–1919)
A Magyar Népköztársaság (melyre utólag néha első magyar köztársaság néven is hivatkoznak) egy rövid életű köztársaság volt (az első a magyar történelemben), amit az őszirózsás forradalom következtében 1918. november 16-án néphatározattal kiáltottak ki a Parlament épületénél összegyűlt tömeg előtt. A néphatározatot a forradalom szervei alkotmányos súlyúnak tekintették. A népköztársaság 1919. március 21-ig, a Magyarországi Tanácsköztársaság létrejöttéig állt fenn. Első miniszterelnöke, egyben első és egyetlen köztársasági elnöke Károlyi Mihály volt.
Az Osztrák–Magyar Monarchia felbomlásával a Magyar Királyságot hivatott felváltani az első világháború után. Legfőbb döntéshozó szerve a Magyar Nemzeti Tanács volt. A Népköztársaság bukását az 1919. március 20-án átadott úgynevezett „Vix-jegyzék” után kialakult politikai válság okozta, melynek következtében március 21-én lemondott a Berinkey-kormány és a hatalmat átvette a Forradalmi Kormányzótanács, amely Magyarországot Szovjet-Oroszország mintájára Tanácsköztársaságnak nyilvánította. A Tanácsköztársaság bukása után a román megszállás miatt az államforma kérdése háttérbe szorult, de az ellenforradalmi politikusok inkább a királyság, mint államforma helyreállítását kívánták, és érték el az 1920 évi I. törvénycikkel.

## Története

### Károlyi-kormány (1918–1919)
A Magyar Népköztársaság létrejötte az 1918. október 31-én kezdődött őszirózsás forradalommal indult, és november 16-án kikiáltották a népköztársaságot, melynek Károlyi Mihály lett az első miniszterelnöke. Ez az esemény is jellemezte a 400 év után való függetlenedést az osztrák uniótól és a Habsburg-háztól. 

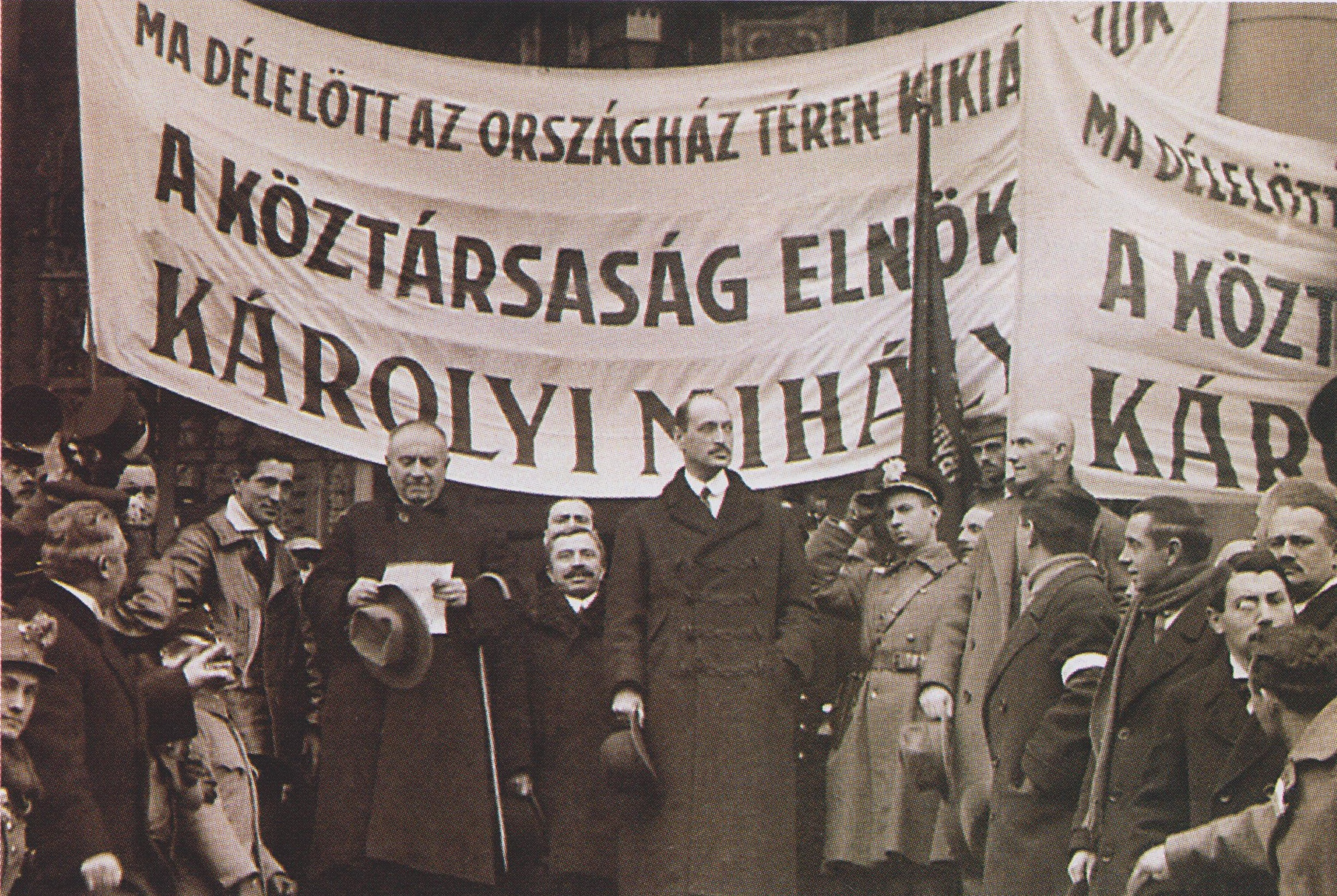
A népköztársaság kikiáltása 1918. november 16-án, az Országház előtt

A Károlyi-kormány intézkedései nem tudták csökkenteni a nagy elégedetlenséget. Miután 1918-ban befejeződött az első világháború, világossá vált, hogy az Osztrák–Magyar Monarchia a vesztesek oldalára került. A szenvedő hátország a háború befejezését követelte, ezért megalakult a Magyar Nemzeti Tanács, melynek elnöke Károlyi Mihály volt. Ez egy ellenzéki politikusokból álló csoport volt. 1918. október 31-én zajló tüntetésekből forradalom kerekedett. A frontról visszaérkező katonák letépték sapkájukról a Monarchia jelvényét és őszirózsát tűztek a helyébe, ezért nevezték el ezt a forradalmat „őszirózsás forradalom”-nak. A forradalom egyetlen áldozata gróf Tisza István miniszterelnök volt. Őt saját házában lőtte le néhány felbőszült katona, mert Tiszát okolták a háborúba való sodródásért. Károlyi Mihályt azonnal kinevezték miniszterelnökké. Röviddel ezután, 1918 novemberében IV. Károly lemondott a trónról. Kikiáltották a népköztársaságot, így 400 év után Magyarország újra szuverén állam lett.
1919 januárjában a miniszterelnököt, Károlyi Mihályt köztársasági elnökké választották. Ekkor a kormány cselekvésre szánta el magát: földet osztottak, hadsereget szerveztek. Március 20-án Magyarország megkapta a Vix-jegyzéket, amit a kormány elutasított. Károlyit elárulták a szociáldemokraták és a börtönbe zárt kommunista vezetővel, Kun Bélával szövetkeztek. Másnap megalakult a Tanácskormány és kikiáltották a Tanácsköztársaságot. 

### A Tanácsköztársaság után
A Tanácsköztársaság bukását követően új országgyűlés 1920-ig nem ült össze. A Peidl-kormány rendelettel visszaállította a kommunizmus előtt használt "Magyar Népköztársaság" államformát augusztus 2-án, de ezt a kormányt puccsal megdöntötte Friedrich István augusztus 6-án. Friedrich kormánya a legtöbb rendeletében tartózkodott az államformára tett utalástól, és többnyire a "magyar kormány ... számú rendelete..." formulát használta, de a bíróságoknak a magyar kormány 1919. évi 4.038. M. E. számú rendelete a törvénykezés ideiglenes szabályozásáról augusztus 19-én előírta, hogy "az alkotmányosság teljes helyreállításáig" a "Magyar Köztársaság nevében" ítélkezzenek (I. 1.§.). Ennyiben Magyarország 1920-ig köztársaság maradt. 1920 márciusában Horthy Miklós altengernagyot kormányzóvá választották, Magyarország államformája pedig király nélküli királyság lett.